# Theo Frenkel
Theodorus Maurits Frenkel (* 14. Juli 1871 in Rotterdam; † 20. September 1956 in Amsterdam) war ein niederländischer Filmregisseur, Schauspieler und Drehbuchautor der Stummfilmzeit.

## Leben und Wirken
Theo Frenkel arbeitete in Großbritannien unter dem Namen Theo Bouwmeester, dem Nachnamen seiner berühmten Mutter und seines Onkels, die beide bekannte Schauspieler waren. Von 1913 bis 1914 arbeitete er in Deutschland und ging kurz vor dem Ersten Weltkrieg in die Niederlande zurück. Er drehte zwischen 1908 und 1928 214 Filme und spielte zwischen 1911 und 1948 in 21 Filmen mit. Einige wenige Filme produzierte er auch selber.
Der Filmschauspieler Theo Frenkel Jr. (1893–1955) war sein Neffe.

## Filmografie (Auswahl)
- 1908: The Anarchist's Sweetheart (Regie)
- 1911: The Burglar as Father Christmas (Regie)
- 1911: Samson und Delilah (Regie)
- 1914: The Blind Man (Regie)
- 1914: The Fight for the Great Black Diamond
- 1915: Das verhängivolle Schicksal (Regie)
- 1915: Das Wrack in der Nordsee (Regie, Drehbuch und Produzent)
- 1916: Genie tegen geweld (Regie und Drehbuch)
- 1916: Levensschaduwen (Regie)
- 1918: De duivel (Regie)
- 1918: Het proces Begeer (Regie)
- 1918: Pro domo (Regie und Drehbuch)
- 1919: De duivel in Amsterdam (Regie, Drehbuch und Produzent)
- 1919: Op stap door Amsterdam (Regie)
- 1919: Schoonheidswedstrijd (Regie)
- 1919: Zonnestraal (Regie und Drehbuch)
- 1920: Aan boord van de 'Sabina' (Regie, Drehbuch und Produzent)
- 1920: De dood van Pierrot (Regie)
- 1920: Geeft ons kracht (Regie, Drehbuch und Produzent)
- 1920: Helleveeg (Regie und Drehbuch)
- 1921: Menschenwee (Regie und Drehbuch)
- 1922: Alexandra (Regie und Drehbuch)
- 1922: Ein neues Leben (Regie)
- 1923: Frauenmoral (Schande) (Regie und Drehbuch)
- 1924: Frauen im Sumpf (Judith) (Regie, Drehbuch und Produzent)
- 1924: Amsterdam bij nacht (Regie und Drehbuch)
- 1924: Cirque hollandais (Regie und Drehbuch)
- 1924: Dries de brandwacht (Regie)
- 1925: De cabaret-prinses (Regie und Drehbuch)
- 1928: Bet naar de Olympiade (Regie)